# أرشيبالد بيتون جيلز
أرشيبالد بيتون جيلز هو سياسي كندي، ولد في 28 يناير 1864 في Whycocomagh, Nova Scotia ‏ في كندا، وتوفي في 18 يناير 1940 في Whitewood, Saskatchewan ‏ في كندا. انتخب عضو المجلس التشريعي في ساسكاتشوان ‏ وانتخب عضو مجلس الشيوخ الكندي ‏.